# Serviliano Latuada
Serviliano Latuada, o Lattuada (Milano, 1704 – Milano, 1764), è stato un presbitero, scrittore e storico italiano (milanese).

## Biografia
Serviliano Latuada fu abate della congregazione dei chierici regolari di san Filippo, con sede in San Satiro a Milano.
Di antica e nobile famiglia milanese, era zio del patriota Felice Latuada e fu storico della città di Milano e discepolo di Ludovico Antonio Muratori.
Sua la celebre guida di Milano, in cinque volumi, dal titolo Descrizione di Milano: ornata con molti disegni in rame delle fabbriche più cospicue, che si trovano in questa metropoli del 1737-1738. 
Fu stampata a spese di Giuseppe Cairoli mercante di libri in Milano, con bottega sotto il Coperto dei Figini, che un tempo sorgeva sulla piazza del Duomo.
È un'opera fondamentale per lo studio della Milano settecentesca e fonte, seppur complessa nella sua lettura, di informazioni dettagliate sulle architetture di quella città in epoca austriaca.
L'opera è corredata da 42 tavole fuori testo ripiegate, disegnate da Girolamo Ferroni e incise da Johann Georg Seiller.
Allo scrittore e storico è dedicata la via Serviliano Lattuada nei pressi della Porta Romana a Milano. Fu insegnante del nipote, Felice, anch'egli presbitero e scrittore di epoca napoleonica.